# Південно-Уральський військовий округ
Півде́нно-Ура́льський військо́вий о́круг (ПвУрВО) — одиниця військово-адміністративного поділу в СРСР, один з військових округів, що існував у період з 1941 по 1958. Управління округу знаходилося в місті Оренбург (в той час мало назву Чкалов).

## Історія
Південно-Уральський військовий округ був утворений 26 листопада 1941 року згідно з Наказом НКО СРСР № 0444 «Про територіальний склад військових округів Європейської частини СРСР»).
Включав території Чкаловської області, частину Казахської РСР (Західно-Казахстанську, Актюбінську і Гур'євську області) і Башкирську АРСР.
Управління округу в Оренбургу (Чкалов). 15 січня 1958 року розформований. Територія передана Приволзькому і Туркестанському військовим округам.

## Командування
- Командувачі військами:
  - 1941—1942 — генерал-лейтенант Курдюмов В. М.
  - 1942 — генерал-лейтенант Ремезов Ф. М.
  - 1942—1943 — генерал-майор Попов М.Т;
  - 1943—1945 — генерал-полковник Рейтер М. А.;
  - 1945—1946 — генерал армії Захаров Г.Ф;
  - 1946—1949 — Маршал Радянського Союзу Тимошенко С. К.;
  - 1949—1955 — генерал-полковник Бєлов П. О.;
  - 1955—1958 — генерал-полковник Крейзер Я. Г..
- Начальники штабу:
  - 1945–1949 — генерал-майор Богданович В. Ф.;
  - 1949—1952 — генерал-лейтенант Івашечкін М. В.;
  - 1953—1954 — генерал-лейтенант Малишев П. Ф.;
  - 1952—1955 — генерал-майор Владимирський О. В.
- Начальники політуправління:
  - 1953—1957 — генерал-майор Власенко І. А.
- Командувачі ВПС:
  - 1946 — генерал-майор Крупський І. В.;
  - 1955—1958 — генерал-лейтенант Андрєєв О. П.